# Eugenius Warming

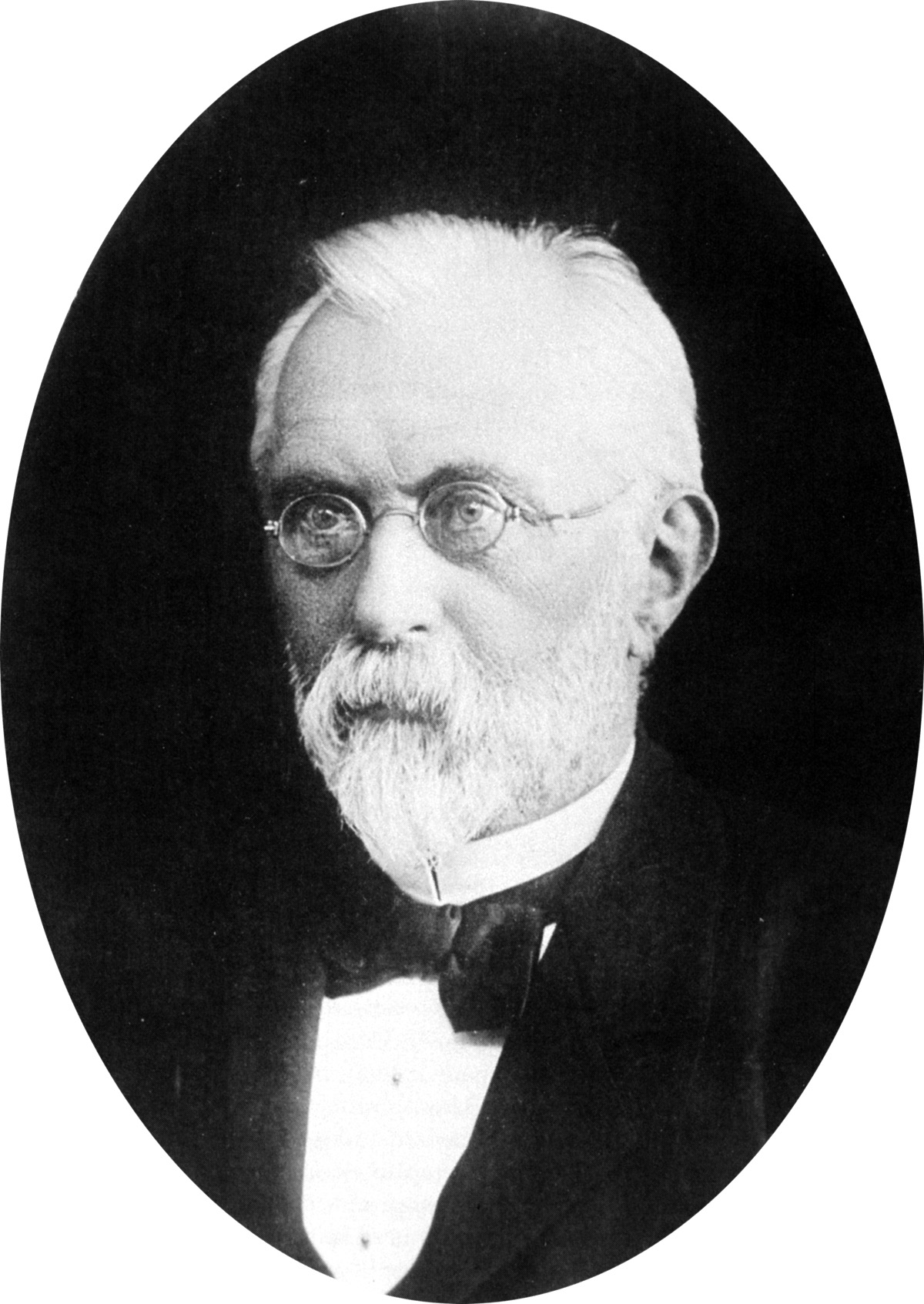
Eugenius Warming

Johannes Eugenius Bülow Warming, auch Eugen Warming, (* 3. November 1841 in Mandö, Dänemark; † 2. April 1924 in Kopenhagen) war ein dänischer Botaniker und Universitätsprofessor. Sein offizielles botanisches Autorenkürzel lautet „Warm.“

## Leben
Warming studierte ab 1859 Naturwissenschaften an der Universität Kopenhagen. Von 1863 bis 1866 war er Sekretär des dänischen Zoologen Peter Wilhelm Lund in Lagoa Santa (Brasilien) und bereiste mit diesem die tropischen Savannen Brasiliens. 1867 nahm er das Studium der Botanik an der Universität München auf, ab 1871 studierte er bei Johannes von Hanstein an der Universität Bonn mikroskopische Methoden. Dort wurde er 1871 zum Dr. phil. promoviert.
1875 erhielt Warming eine außerordentliche Professur an der Universität Kopenhagen und übernahm 1882 den Lehrstuhl für Botanik an der Universität Stockholm (Schweden). 1884 war er Mitglied der Fylla-Expedition nach Westgrönland, später unternahm er zahlreiche weitere Forschungsreisen. 1888 wurde er zum korrespondierenden Mitglied der Göttinger Akademie der Wissenschaften gewählt. Von 1886 bis 1911 war Warming ordentlicher Professor für Botanik und Direktor des Botanischen Gartens in Kopenhagen. 1914 wurde er in die American Academy of Arts and Sciences gewählt.

## Werke
Sein in dänischer Sprache verfasstes Werk Plantesamfund (1895) wurde 1896 ins Deutsche übersetzt als Lehrbuch der Ökologischen Pflanzengeographie. Eine Einführung in die Kenntnis der Pflanzenvereine und 1909 ins Englische als Oecology of Plants. An introduction to the study of plant communities. Als Aufgabe der ökologischen Pflanzengeographie sieht Warming die „in der Natur vorkommenden Vereine zu untersuchen, die meist viele Arten mit äußerst verschiedener Lebensform enthalten“.
„Gewisse Arten schließen sich zu natürlichen Vereinen zusammen, d. h. zu solchen Vereinigungen, die uns mit derselben Zusammensetzung von Lebensformen und mit demselben Äußeren begegnen. Beispiele für Pflanzenvereine sind eine Wiese in Dänemark oder in Norddeutschland mit allen ihren Gräsern und Stauden, oder ein Buchenwald auf Seeland.“ Weiter: „Die ökologische Pflanzengeographie soll darüber Rechenschaft ablegen, welche natürlichen Vereine vorkommen, welche Haushaltung sie kennzeichnet und weshalb Arten mit verschiedener Haushaltung so eng verknüpft sein können, wie es oft der Fall ist. Sie muß also das Verständnis der physikalischen u. a. Eigentümlichkeiten der Standorte zur Grundlage haben.“ (Warming 1896, S. 7).
„Es muß hinzugefügt werden, daß die verschiedenen Vereine selbstverständlich fast nie einander scharf abgegrenzt gegenüber stehen. Wie es in Boden, Feuchtigkeit u. a. Lebensbedingungen die allmählichsten Übergänge gibt, so gibt es auch solche zwischen den Pflanzenvereinen.“ (S. 8).
Die Übersetzung seines Lehrbuches unter dem Namen Oecology of Plants hat die weitere Entwicklung der Pflanzenökologie in den englischsprachigen Ländern maßgebend beeinflusst.
Weitere Werke (Auswahl):
- Symbolae ad floram Brasiliae centralis cognoscendam ... 1867–1893
- Handboog i den systematiske Botanik. 1879, 4. Auflage 1929, deutsch 1890, 4. Auflage 1929, englisch 1895.
- Botany of the Færöes ... 1901–1908.[2]

## Ehrungen
Warming war Mitglied zahlreicher wissenschaftlicher Gesellschaften. Die Königlich Schwedische Akademie der Wissenschaften verlieh ihm 1922 die Linnémedaille in Gold. Er war Träger der dänischen Verdienstmedaille in Gold (1918), des Dannebrogsmänner-Ehrenzeichens (1890) und des Dannebrogordens (Ritter 1888, Kommandeur 1. Klasse 1907, Kommandeur 2. Klasse 1911).
Kap Warming in Ostgrönland und Warming Land in Nordgrönland sind nach Eugen Warming benannt.
Nach Warming ist auch die Pflanzengattung Warmingia Engl. aus der Familie der Sumachgewächse (Anacardiaceae) benannt.